# Síndrome de Wolff-Parkinson-White
Síndrome de Wolff-Parkinson-White (SWPW) é uma síndrome congénita que resulta da presença de vias elétricas adicionais no sistema de condução elétrica do coração. Cerca de 40% das pessoas nunca chegam a desenvolver sintomas. Nas que desenvolvem sintomas, os mais comuns são frequência cardíaca elevada, palpitações, falta de ar, sensação de desmaio e perda de consciência. Em casos raros pode ocorrer parada cardíaca. O tipo de arritmia cardíaca mais comum causado pela SWPW é a taquicardia paroxística supraventricular.
Na generalidade dos casos desconhecem-se as causas exatas. Uma pequena percentagem tem origem numa mutação do gene PRKAG2, a qual pode ser herdada de um dos pais de forma autossómica dominante. O mecanismo subjacente envolve a presença de vias acessórias entre as aurículas e os ventrículos do coração, o que faz com que ocorra condução elétrica além do sistema normal de condução, afetando o ciclo cardíaco. A síndrome está associada a outras condições, como a anomalia de Ebstein e a paralisia periódica hipocalémica. O diagnóstico é geralmente confirmado com eletrocardiograma em que se observa intervalo PR curto e presença de onda delta. A SWPS é um tipo de síndrome pré excitação.
O quadro apresenta como característica eletrocardiográfica a pré-excitação ventricular, intervalo PR curto (< 120 milissegundos), com a ativação dos ventrículos (complexo QRS) iniciando-se pela porção miocárdica em contato com a via acessória e não passando pelo sistema His-Purkinje, portanto mais lenta, formando uma aberrância no QRS conhecida como onda delta. Antes do término da ativação ventricular, o restante das fibras do sistema His-Purkinje são ativadas, tornando, portanto, a parte final do QRS estreita, sendo observado pequeno intervalo PR de 0,08 segundos e o longo complexo QRS de 0,12 segundos e frequentemente verificam-se alterações da repolarização do segmento ST-T secundárias.
O tratamento geralmente consiste na administração de medicamentos ou ablação por cateter por radiofrequência. A condição afeta entre 0,1 e 0,3% da população. Em pessoas que não manifestam sintomas, o risco de morte por ano é de cerca de 0,5% em crianças e 0,1% em adultos. Em pessoas sem sintomas, a vigilância da condição pode ser suficiente. Em pessoas em que a SWPW é complicada pela presença de fibrilhação auricular, pode ser necessária cardioversão ou administração de procainamida. A condição é assim denominada em homenagem a Louis Wolff, John Parkinson e Paul Dudley White, que em 1930 foram os primeiros a descrever os achados no eletrocardiograma.